# قائمة أماكن دفن الشخصيات الإبراهيمية
تتناول هذه المقالة قائمة بأماكن الدفن المنسوبة إلى الشخصيات في الديانات الإبراهيمية وفقًا للتقاليص الدينية والشعبية المختلفة. تُستند المواقع المذكورة إلى النصوص الموجودة في الكتاب المقدس أو الروايات الشفهية لشعوب محلية.